# Wolfgang Wruck (Fußballspieler, Juni 1944)
Wolfgang Wruck (* 27. Juni 1944; † 13. März 2016) war Fußballspieler in Rostock und Wismar. In Rostock spielte er unter anderem für den SC Empor / FC Hansa in der DDR-Oberliga, der höchsten Spielklasse des DDR-Fußballverbandes.

## Fußball-Laufbahn
Wolfgang Wruck absolvierte beim SC Empor Rostock sein erstes Oberligaspiel am 24. März 1963. In der Begegnung des 23. Spieltages der Saison 1962/63 Aufbau Magdeburg – Empor Rostock (3:0) wurde er als Mittelstürmer eingesetzt. Sein erstes Oberligator erzielte er am 28. April 1963 bei der 1:2-Niederlage bei Motor Jena. Viermal spielte er in dieser Saison, jeweils als Mittelstürmer. 1963/64 wanderte er auf die Linksaußen-Position und kam bei 26 ausgetragenen Punktspielen auf 12 Einsätze. Auf die gleiche Anzahl Einsätze kam er 1964/65 und spielte abwechselnd Rechtsaußen, Mittelstürmer und Linksaußen, erzielte aber nur vier Punktspieltore. Den Durchbruch zum Stammspieler schaffte Wruck in der Saison 1965/66, als er in 18 Punktspielen eingesetzt und mit acht Treffern Torschützenkönig der Rostocker wurde, die während der Saison in den FC Hansa Rostock umgewandelt wurden. Nach ebenfalls konstanten Leistungen 1966/67 mit 15 Oberligaeinsätzen erlitt Wruck 1967/68 einen Rückschlag in seiner Karriere. Nachdem schon die Hinrunde mit nur fünf Oberligaspielen nicht optimal gelaufen war, erlitt er im Januar 1968 einen Beinbruch, der ihn später zwang, seine Oberligalaufbahn aufzugeben. In der Rückrunde der Saison 1968/69 bestritt Wruck noch 13 Punktspiele in der zweitklassigen DDR-Liga für die 2. Mannschaft des FC Hansa.
Nach 64 Oberligaspielen mit 19 Toren und vier Pokalspielen (ein Tor) für den Rostocker Klub schloss sich Wruck zur Saison 1969/70  der DDR-Liga-Mannschaft TSG Wismar an. Dort war er für zwei Spielzeiten aktiv, in denen er als Stürmer 35 Punktspiele bestritt und sieben Tore erzielte. Im Sommer 1971 wechselte er zum drittklassigen Bezirksligisten TSG Bau Rostock, mit dem er zwei Jahre später in die DDR-Liga aufstieg. Als Zweitligaspieler war Wruck bei der TSG von 1973 bis 1978 aktiv. Auch dort spielte er zunächst im Angriff, wechselte 1974 ins Mittelfeld und stand ab 1976 in der Abwehr der TSG. Innerhalb von fünf Spielzeiten absolvierte Wruck 100 Punktspiele, eine Quote von 91 %. Am 23. April 1978 bestritt er sein letztes Fußballspiel als Leistungssportler. Es war das letzte Punktspiel der Saison 1977/78 mit der Begegnung Schiffahrt/Hafen Rostock – TSG Bau Rostock (2:0), in der er noch einmal als Verteidiger antrat.
Noch weit über die Jahrtausendwende war Wolfgang Wruck als Trainer tätig. Zuletzt war Co-Trainer beim Rostocker FC und seit 2009 beim SV Hafen Rostock.